# Seznam dílů seriálu Star Trek: Vesmírná loď Voyager
Toto je seznam dílů seriálu Star Trek: Vesmírná loď Voyager. Americký televizní sci-fi seriál Star Trek: Vesmírná loď Voyager má celkem 172 dílů rozdělených do sedmi sezón. Vysílán byl na stanici UPN. První epizoda „Ochránce“ byla v USA premiérově uvedena 16. ledna 1995, poslední díl „Dohra“ 23. května 2001.
V Česku byl seriál premiérově vysílán Českou televizí mezi lety 1998 a 2002.

## Přehled řad
| Řada | Díly | Premiéra v USA | Premiéra v USA  | Premiéra v ČR     | Premiéra v ČR     |
| Řada | Díly | První díl      | Poslední díl    | První díl         | Poslední díl      |
| ---- | ---- | -------------- | --------------- | ----------------- | ----------------- |
| 1    | 16   | 16. ledna 1995 | 22. května 1995 | 15. února 1998    | 2. dubna 1998     |
| 2    | 26   | 28. srpna 1995 | 20. května 1996 | 7. dubna 1998     | 28. července 1998 |
| 3    | 26   | 4. září 1996   | 21. května 1997 | 30. července 1998 | 8. ledna 1999     |
| 4    | 26   | 3. září 1997   | 20. května 1998 | 15. ledna 1999    | 16. července 1999 |
| 5    | 26   | 14. října 1998 | 26. května 1999 | 23. července 1999 | 2. února 2001     |
| 6    | 26   | 22. září 1999  | 24. května 2000 | 9. února 2001     | 10. srpna 2001    |
| 7    | 26   | 4. října 2000  | 23. května 2001 | 17. srpna 2001    | 15. února 2002    |

## Seznam dílů

### První řada (1995)
| Č. v seriálu | Č. v řadě | Původní název     | Český název       | Hvězdné datum   | Režie            | Scénář                                                                                 | Premiéra v USA  | Premiéra v ČR   |
| ------------ | --------- | ----------------- | ----------------- | --------------- | ---------------- | -------------------------------------------------------------------------------------- | --------------- | --------------- |
| 1–2          | 12        | Caretaker         | Ochránce          | 48315,6         | Winrich Kolbe    | námět: Rick Berman, Michael Piller a Jeri Taylor scénář: Michael Piller a Jeri Taylor  | 16. ledna 1995  | 15. února 1998  |
| 3            | 3         | Parallax          | Parallax          | 48439,7         | Kim Friedman     | námět: Jim Trombetta scénář: Brannon Braga                                             | 23. ledna 1995  | 17. února 1998  |
| 4            | 4         | Time and Again    | Den v minulosti   | neznámé         | Les Landau       | námět: David Kemper scénář: David Kemper a Michael Piller                              | 30. ledna 1995  | 19. února 1998  |
| 5            | 5         | Phage             | Virus Phage       | 48532,4         | Winrich Kolbe    | námět: Timothy DeHaas scénář: Skye Dent a Brannon Braga                                | 6. února 1995   | 24. února 1998  |
| 6            | 6         | The Cloud         | Mrak              | 48546,2         | David Livingston | námět: Brannon Braga scénář: Tom Szollosi a Michael Piller                             | 13. února 1995  | 26. února 1998  |
| 7            | 7         | Eye of the Needle | Uchem jehly       | 48579,4         | Winrich Kolbe    | námět: Hilary J. Bader scénář: Bill Dial a Jeri Taylor                                 | 20. února 1995  | 3. března 1998  |
| 8            | 8         | Ex Post Facto     | Ex post facto     | neznámé         | LeVar Burton     | námět: Evan Carlos Somers scénář: Evan Carlos Somers a Michael Piller                  | 27. února 1995  | 5. března 1998  |
| 9            | 9         | Emanations        | Vyzařování        | 48623,5         | David Livingston | Brannon Braga                                                                          | 13. března 1995 | 10. března 1998 |
| 10           | 10        | Prime Factors     | Zásadní postoj    | 48642,5         | Les Landau       | námět: David R. George III a Eric A. Stillwell scénář: Michael Perricone a Greg Elliot | 20. března 1995 | 12. března 1998 |
| 11           | 11        | State of Flux     | Nečekaná změna    | 48658,2         | Robert Scheerer  | námět: Paul Robert Coyle scénář: Chris Abbott                                          | 10. dubna 1995  | 17. března 1998 |
| 12           | 12        | Heroes and Demons | Hrdinové a démoni | 48693,2         | Les Landau       | Naren Shankar                                                                          | 24. dubna 1995  | 19. března 1998 |
| 13           | 13        | Cathexis          | Cathexis          | 48734,2         | Kim Friedman     | námět: Brannon Braga a Joe Menosky scénář: Brannon Braga                               | 1. května 1995  | 24. března 1998 |
| 14           | 14        | Faces             | Tváře             | 48784,2         | Winrich Kolbe    | námět: Jonathan Glassner a Kenneth Biller scénář: Kenneth Biller                       | 8. května 1995  | 26. března 1998 |
| 15           | 15        | Jetrel            | Jetrel            | 48832,1 48840,5 | Kim Friedman     | námět: James Thomton a Scott Nimerfro scénář: Jack Klein, Karen Klein a Kenneth Biller | 15. května 1995 | 31. března 1998 |
| 16           | 16        | Learning Curve    | Učební křivka     | 48846,5         | David Livingston | Ronald Wilkerson a Jean Louise Matthias                                                | 22. května 1995 | 2. dubna 1998   |

### Druhá řada (1995–1996)
Televize UPN se rozhodla neodvysílat poslední čtyři díly první řady v závěru jarní sezóny. Místo toho je přesunula do druhé řady seriálu, takže byly uvedeny na začátku podzimní sezóny. Jednalo se o epizody „Projekce“, „Elogium“, „Zakřivení“ a „Sedmatřicátníci“ (v produkčním pořadí), které se od druhé série liší hvězdným datem 48xxx. Díl „Sedmatřicátníci“ byl natočen jako finále první řady.
V Česku byl seriál uveden s díly seřazenými dle produkčního pořadí. Z tohoto důvodu bylo v českém vysílání prohozeno i několik dalších dílů ve třetí, čtvrté a šesté řadě.
| Č. v seriálu | Č. v řadě | Původní název         | Český název       | Hvězdné datum | Režie            | Scénář                                                                 | Premiéra v USA     | Premiéra v ČR     |
| ------------ | --------- | --------------------- | ----------------- | ------------- | ---------------- | ---------------------------------------------------------------------- | ------------------ | ----------------- |
| 17           | 1         | The 37's              | Sedmatřicátníci   | 48975,1       | James L. Conway  | Jeri Taylor a Brannon Braga                                            | 28. srpna 1995     | 16. dubna 1998    |
| 18           | 2         | Initiations           | Jména             | 49005,3       | Winrich Kolbe    | Kenneth Biller                                                         | 4. září 1995       | 21. dubna 1998    |
| 19           | 3         | Projections           | Projekce          | 48892,1       | Jonathan Frakes  | Brannon Braga                                                          | 11. září 1995      | 7. dubna 1998     |
| 20           | 4         | Elogium               | Elogium           | 48921,3       | Winrich Kolbe    | námět: Jimmy Diggs a Steve J. Kay scénář: Kenneth Biller a Jeri Taylor | 18. září 1995      | 9. dubna 1998     |
| 21           | 5         | Non Sequitur          | Non sequitur      | 49011         | David Livingston | Brannon Braga                                                          | 25. září 1995      | 23. dubna 1998    |
| 22           | 6         | Twisted               | Zakřivení         | 48945,8       | Kim Friedman     | námět: Arnold Rudnick a Rich Hosek scénář: Kenneth Biller              | 2. října 1995      | 14. dubna 1998    |
| 23           | 7         | Parturition           | Porod             | 49068,5       | Jonathan Frakes  | Tom Szollosi                                                           | 9. října 1995      | 28. dubna 1998    |
| 24           | 8         | Persistance of Vision | Přeludy           | 49037,2       | James L. Conway  | Jeri Taylor                                                            | 30. října 1995     | 30. dubna 1998    |
| 25           | 9         | Tattoo                | Tetování          | 49211,5       | Alexander Singer | námět: Larry Brody scénář: Michael Piller                              | 6. listopadu 1995  | 5. května 1998    |
| 26           | 10        | Cold Fire             | Studený oheň      | 49164,8       | Cliff Bole       | námět: Anthony Williams scénář: Brannon Braga                          | 13. listopadu 1995 | 7. května 1998    |
| 27           | 11        | Maneuvers             | Manévry           | 49208,5       | David Livingston | Kenneth Biller                                                         | 20. listopadu 1995 | 12. května 1998   |
| 28           | 12        | Resistance            | Odboj             | 49234,1       | Winrich Kolbe    | námět: Michael Jan Friedman a Kevin J. Ryan scénář: Lisa Klink         | 27. listopadu 1995 | 14. května 1998   |
| 29           | 13        | Prototype             | Prototyp          | 49270,9       | Jonathan Frakes  | Nicholas Corea                                                         | 15. ledna 1996     | 19. května 1998   |
| 30           | 14        | Alliances             | Spojenectví       | 49337,4       | Les Landau       | Jeri Taylor                                                            | 22. ledna 1996     | 21. května 1998   |
| 31           | 15        | Threshold             | Překročit práh    | 49373,4       | Alexander Singer | námět: Michael De Luca scénář: Brannon Braga                           | 29. ledna 1996     | 26. května 1998   |
| 32           | 16        | Meld                  | Splynutí myslí    | 49380,5       | Cliff Bole       | námět: Mike Sussman scénář: Michael Piller                             | 5. února 1996      | 28. května 1998   |
| 33           | 17        | Dreadnought           | Démon             | 49447         | LeVar Burton     | Gary Holland                                                           | 12. února 1996     | 2. června 1998    |
| 34           | 18        | Death Wish            | Přání zemřít      | 49301,2       | James L. Conway  | námět: Shawn Piller scénář: Michael Piller                             | 19. února 1996     | 18. června 1998   |
| 35           | 19        | Lifesigns             | Známky života     | 49504,3       | Cliff Bole       | Kenneth Biller                                                         | 26. února 1996     | 2. července 1998  |
| 36           | 20        | Investigations        | Pátrání           | 49485,2       | Les Landau       | námět: Jeff Schnaufer a Ed Bond scénář: Jeri Taylor                    | 13. března 1996    | 7. července 1998  |
| 37           | 21        | Deadlock              | Siamská dvojčata  | 49548,7       | David Livingston | Brannon Braga                                                          | 18. března 1996    | 9. července 1998  |
| 38           | 22        | Innocence             | Nevinnost         | 49578,2       | James L. Conway  | námět: Anthony Williams scénář: Lisa Klink                             | 8. dubna 1996      | 14. července 1998 |
| 39           | 23        | The Thaw              | Strach            | 49610,3       | Marvin V. Rush   | námět: Richard Gadas scénář: Joe Menosky                               | 29. dubna 1996     | 16. července 1998 |
| 40           | 24        | Tuvix                 | Tuvix             | 49655,2       | Cliff Bole       | námět: Andrew Shepard Price a Mark Gaberman scénář: Kenneth Biller     | 6. května 1996     | 21. července 1998 |
| 41           | 25        | Resolutions           | Rozhodnutí        | 49690,1       | Alexander Singer | Jeri Taylor                                                            | 13. května 1996    | 23. července 1998 |
| 42           | 26        | Basics (Part I)       | Základy (1. část) | 49700,0       | Winrich Kolbe    | Michael Piller                                                         | 20. května 1996    | 28. července 1998 |

### Třetí řada (1996–1997)
Čtyři díly třetí řady, „Posvátná půda“, „Nepoctivé zisky“, „Vzpomínka“ a „Základy (2. část)“ (v produkčním pořadí), byly součástí produkce druhé řady.
| Č. v seriálu | Č. v řadě | Původní název          | Český název                 | Hvězdné datum | Režie                  | Scénář                                                                | Premiéra v USA     | Premiéra v ČR      |
| ------------ | --------- | ---------------------- | --------------------------- | ------------- | ---------------------- | --------------------------------------------------------------------- | ------------------ | ------------------ |
| 43           | 1         | Basics (Part II)       | Základy (2. část)           | 50023,4       | Winrich Kolbe          | Michael Piller                                                        | 4. září 1996       | 30. července 1998  |
| 44           | 2         | Flashback              | Vzpomínka                   | 50126,4       | David Livingston       | Brannon Braga                                                         | 11. září 1996      | 4. srpna 1998      |
| 45           | 3         | The Chute              | Skluzavka                   | 50156,2       | Les Landau             | námět: Clayvon C. Harris scénář: Kenneth Biller                       | 18. září 1996      | 6. srpna 1998      |
| 46           | 4         | The Swarm              | Roj                         | 50252,3       | Alexander Singer       | Mike Sussman                                                          | 25. září 1996      | 11. srpna 1998     |
| 47           | 5         | False Profits          | Nepoctivé zisky             | 50074,3       | Cliff Bole             | námět: George Brozak scénář: Joe Menosky                              | 2. října 1996      | 13. srpna 1998     |
| 48           | 6         | Remember               | Vzpomínky                   | 50203,1       | Winrich Kolbe          | námět: Brannon Braga a Joe Menosky scénář: Lisa Klink                 | 9. října 1996      | 20. srpna 1998     |
| 49           | 7         | Sacred Ground          | Posvátná půda               | 50063,2       | Robert Duncan McNeill  | námět: Geo Cameron scénář: Lisa Klink                                 | 30. října 1996     | 18. srpna 1998     |
| 50           | 8         | Future's End (Part I)  | Konec budoucnosti (1. část) | neznámé       | David Livingston       | Brannon Braga a Joe Menosky                                           | 6. listopadu 1996  | 25. srpna 1998     |
| 51           | 9         | Future's End (Part II) | Konec budoucnosti (2. část) | 50312,6       | Cliff Bole             | Brannon Braga a Joe Menosky                                           | 13. listopadu 1996 | 27. srpna 1998     |
| 52           | 10        | Warlord                | Diktátor                    | 50348,1       | David Livingston       | námět: Andrew Shepard Price a Mark Gaberman scénář: Lisa Klink        | 20. listopadu 1996 | 3. září 1998       |
| 53           | 11        | The Q and the Grey     | Jih proti Severu            | 50384,2       | Cliff Bole             | námět: Shawn Piller scénář: Kenneth Biller                            | 27. listopadu 1996 | 10. září 1998      |
| 54           | 12        | Macrocosm              | Makrokosmos                 | 50425,1       | Alexander Singer       | Brannon Braga                                                         | 11. prosince 1996  | 17. září 1998      |
| 55           | 13        | Fair Trade             | Výhodný obchod              | neznámé       | Jesús Salvador Treviño | námět: Ronald Wilkerson a Jean Louise Matthias scénář: André Bormanis | 8. ledna 1997      | 24. září 1998      |
| 56           | 14        | Alter Ego              | Alter Ego                   | 50460,3       | Robert Picardo         | Joe Menosky                                                           | 15. ledna 1997     | 1. října 1998      |
| 57           | 15        | Coda                   | Vůle                        | 50518,6       | Nancy Malone           | Jeri Taylor                                                           | 29. ledna 1997     | 8. října 1998      |
| 58           | 16        | Blood Fever            | Horečka                     | 50537,2       | Andrew Robinson        | Lisa Klink                                                            | 5. února 1997      | 15. října 1998     |
| 59           | 17        | Unity                  | Jednota                     | 50614,2       | Robert Duncan McNeill  | Kenneth Biller                                                        | 12. února 1997     | 22. října 1998     |
| 60           | 18        | Darkling               | Temná stránka               | 50693,2       | Alexander Singer       | námět: Brannon Braga a Joe Menosky scénář: Joe Menosky                | 19. února 1997     | 29. října 1998     |
| 61           | 19        | Rise                   | Cesta vzhůru                | neznámé       | Robert Scheerer        | námět: Jimmy Diggs scénář: Brannon Braga                              | 26. února 1997     | 5. listopadu 1998  |
| 62           | 20        | Favorite Son           | Hýčkaný syn                 | 50732,4       | Marvin V. Rush         | Lisa Klink                                                            | 19. března 1997    | 12. listopadu 1998 |
| 63           | 21        | Before and After       | Předtím a potom             | neznámé       | Allan Kroeker          | Kenneth Biller                                                        | 9. dubna 1997      | 19. listopadu 1998 |
| 64           | 22        | Real Life              | Opravdový život             | 50836,2       | Anson Williams         | námět: Harry 'Doc' Kloor scénář: Jeri Taylor                          | 23. dubna 1997     | 26. listopadu 1998 |
| 65           | 23        | Distant Origin         | Vzdálený původ              | neznámé       | David Livingston       | Brannon Braga a Joe Menosky                                           | 30. dubna 1997     | 3. prosince 1998   |
| 66           | 24        | Displaced              | Vyhnanci                    | 50912,4       | Allan Kroeker          | Lisa Klink                                                            | 7. května 1997     | 10. prosince 1998  |
| 67           | 25        | Worst Case Scenario    | Krizový scénář              | 50953,4       | Alexander Singer       | Kenneth Biller                                                        | 14. května 1997    | 17. prosince 1998  |
| 68           | 26        | Scorpion (Part I)      | Škorpion (1. část)          | 50984,3       | David Livingston       | Brannon Braga a Joe Menosky                                           | 21. května 1997    | 8. ledna 1999      |

### Čtvrtá řada (1997–1998)
| Č. v seriálu | Č. v řadě | Původní název          | Český název         | Hvězdné datum | Režie                  | Scénář                                                                              | Premiéra v USA     | Premiéra v ČR                  |
| ------------ | --------- | ---------------------- | ------------------- | ------------- | ---------------------- | ----------------------------------------------------------------------------------- | ------------------ | ------------------------------ |
| 69           | 1         | Scorpion (Part II)     | Škorpion (2. část)  | 51003,7       | Winrich Kolbe          | Brannon Braga a Joe Menosky                                                         | 3. září 1997       | 15. ledna 1999                 |
| 70           | 2         | The Gift               | Dar                 | 51008         | Anson Williams         | Joe Menosky                                                                         | 10. září 1997      | 22. ledna 1999                 |
| 71           | 3         | Day of Honor           | Svátek              | neznámé       | Jesús Salvador Treviño | Jeri Taylor                                                                         | 17. září 1997      | 29. ledna 1999                 |
| 72           | 4         | Nemesis                | Nemesis             | 51082,4       | Alexander Singer       | Kenneth Biller                                                                      | 24. září 1997      | 5. února 1999                  |
| 73           | 5         | Revulsion              | Hnus                | 51186,2       | Kenneth Biller         | Lisa Klink                                                                          | 1. října 1997      | 12. února 1999                 |
| 74           | 6         | The Raven              | Havran              | neznámé       | LeVar Burton           | námět: Bryan Fuller scénář: Bryan Fuller a Harry 'Doc' Kloor                        | 8. října 1997      | 19. února 1999                 |
| 75           | 7         | Scientific Method      | Vědecká metoda      | 51244,3       | David Livingston       | námět: Sherry Klein a Harry 'Doc' Kloor scénář: Lisa Klink                          | 29. října 1997     | 26. února 1999                 |
| 76           | 8         | Year of Hell (Part I)  | Rok pekla (1. část) | 51268,4       | Allan Kroeker          | Brannon Braga a Joe Menosky                                                         | 5. listopadu 1997  | 5. března 1999                 |
| 77           | 9         | Year of Hell (Part II) | Rok pekla (2. část) | 51425,4       | Mike Vejar             | Brannon Braga a Joe Menosky                                                         | 12. listopadu 1997 | 12. března 1999                |
| 78           | 10        | Random Thoughts        | Náhodné myšlenky    | 51367,2       | Alexander Singer       | Kenneth Biller                                                                      | 19. listopadu 1997 | 19. března 1999                |
| 79           | 11        | Concerning Flight      | O létání            | 51386,4       | Jesús Salvador Treviño | námět: Jimmy Diggs a Joe Menosky scénář: Joe Menosky                                | 26. listopadu 1997 | 26. března 1999                |
| 80           | 12        | Mortal Coil            | Tělesná pouta       | 51449,2       | Allan Kroeker          | Bryan Fuller                                                                        | 17. prosince 1997  | 9. dubna 1999                  |
| 81           | 13        | Waking Moments         | Chvíle bdění        | 51471,3       | Alexander Singer       | André Bormanis                                                                      | 14. ledna 1998     | 16. dubna 1999                 |
| 82           | 14        | Message in a Bottle    | Zpráva v láhvi      | 51462         | Nancy Malone           | námět: Rick Williams scénář: Lisa Klink                                             | 21. ledna 1998     | 23. dubna 1999                 |
| 83           | 15        | Hunters                | Lovci               | 51501,4       | David Livingston       | Jeri Taylor                                                                         | 11. února 1998     | 30. dubna 1999                 |
| 84           | 16        | Prey                   | Kořist              | 51652,3       | Allan Eastman          | Brannon Braga                                                                       | 18. února 1998     | 7. května 1999                 |
| 85           | 17        | Retrospect             | Pohled do minulosti | 51658,2       | Jesús Salvador Treviño | námět: Andrew Shepard Price a Mark Gaberman scénář: Bryan Fuller a Lisa Klink       | 25. února 1998     | 14. května 1999                |
| 86–87        | 1819      | The Killing Game       | Hra na zabíjení     | 51715,2       | David Livingston       | Brannon Braga a Joe Menosky                                                         | 4. března 1998     | 21. května 199928. května 1999 |
| 88           | 20        | Vis à Vis              | Tváří v tvář        | 51762,4       | Jesús Salvador Treviño | Robert J. Doherty                                                                   | 8. dubna 1998      | 4. června 1999                 |
| 89           | 21        | The Omega Directive    | Směrnice Omega      | 51781,2       | Victor Lobl            | námět: Jimmy Diggs a Steve J. Kay scénář: Lisa Klink                                | 15. dubna 1998     | 11. června 1999                |
| 90           | 22        | Unforgettable          | Nezapomenutelná     | 51813,4       | Andrew Robinson        | Greg Elliot a Michael Perricone                                                     | 22. dubna 1998     | 18. června 1999                |
| 91           | 23        | Living Witness         | Živý svědek         | neznámé       | Tim Russ               | námět: Brannon Braga scénář: Bryan Fuller, Brannon Braga a Joe Menosky              | 29. dubna 1998     | 25. června 1999                |
| 92           | 24        | Demon                  | Planeta Démon       | neznámé       | Anson Williams         | námět: André Bormanis scénář: Kenneth Biller                                        | 6. května 1998     | 2. července 1999               |
| 93           | 25        | One                    | Sama                | 51929,3       | Kenneth Biller         | Jeri Taylor                                                                         | 13. května 1998    | 9. července 1999               |
| 94           | 26        | Hope and Fear          | Strach a naděje     | 51978,2       | Winrich Kolbe          | námět: Rick Berman, Brannon Braga a Joe Menosky scénář: Brannon Braga a Joe Menosky | 20. května 1998    | 16. července 1999              |

### Pátá řada (1998–1999)
| Č. v seriálu | Č. v řadě | Původní název            | Český název         | Hvězdné datum | Režie                   | Scénář                                                                                    | Premiéra v USA     | Premiéra v ČR      |
| ------------ | --------- | ------------------------ | ------------------- | ------------- | ----------------------- | ----------------------------------------------------------------------------------------- | ------------------ | ------------------ |
| 95           | 1         | Night                    | Noc                 | 52081,2       | David Livingston        | Brannon Braga a Joe Menosky                                                               | 14. října 1998     | 23. července 1999  |
| 96           | 2         | Drone                    | Voják               | neznámé       | Les Landau              | námět: Bryan Fuller a Harry 'Doc' Kloor scénář: Bryan Fuller, Brannon Braga a Joe Menosky | 21. října 1998     | 30. července 1999  |
| 97           | 3         | Extreme Risk             | Extrémní riziko     | neznámé       | Cliff Bole              | Kenneth Biller                                                                            | 28. října 1998     | 6. srpna 1999      |
| 98           | 4         | In the Flesh             | Z masa a kostí      | 52136,4       | David Livingston        | Nick Sagan                                                                                | 4. listopadu 1998  | 13. srpna 1999     |
| 99           | 5         | Once Upon a Time         | Bylo nebylo         | neznámé       | John Kretchmer          | Michael Taylor                                                                            | 11. listopadu 1998 | 20. srpna 1999     |
| 100          | 6         | Timeless                 | Proti času          | 52143,6       | LeVar Burton            | námět: Rick Berman, Brannon Braga a Joe Menosky scénář: Brannon Braga a Joe Menosky       | 18. listopadu 1998 | 27. srpna 1999     |
| 101          | 7         | Infinite Regress         | Hlasy               | 52356,2       | David Livingston        | námět: Robert J. Doherty a Jimmy Diggs scénář: Robert J. Doherty                          | 25. listopadu 1998 | 3. září 1999       |
| 102          | 8         | Nothing Human            | Nelidské metody     | neznámé       | David Livingston        | Jeri Taylor                                                                               | 2. prosince 1998   | 10. září 1999      |
| 103          | 9         | Thirty Days              | Třicet dní          | 52179,4       | Winrich Kolbe           | námět: Scott Miller scénář: Kenneth Biller                                                | 9. prosince 1998   | 17. září 1999      |
| 104          | 10        | Counterpoint             | Kontrapunkt         | neznámé       | Les Landau              | Michael Taylor                                                                            | 16. prosince 1998  | 24. září 1999      |
| 105          | 11        | Latent Image             | Skrytý obraz        | neznámé       | Mike Vejar              | námět: Eileen Connors, Brannon Braga a Joe Menosky scénář: Joe Menosky                    | 20. ledna 1999     | 1. října 1999      |
| 106          | 12        | Bride of Chaotica!       | Chaotikova nevěsta  | neznámé       | Allan Kroeker           | námět: Bryan Fuller scénář: Bryan Fuller a Michael Taylor                                 | 27. ledna 1999     | 8. října 1999      |
| 107          | 13        | Gravity                  | Přitažlivost        | 52438,9       | Terry Windell           | námět: Jimmy Diggs, Bryan Fuller a Nick Sagan scénář: Nick Sagan a Bryan Fuller           | 3. února 1999      | 15. října 1999     |
| 108          | 14        | Bliss                    | Ráj                 | 52542,3       | Cliff Bole              | námět: Bill Prady scénář: Robert J. Doherty                                               | 10. února 1999     | 22. října 1999     |
| 109–110      | 1516      | Dark Frontier            | Temná hranice       | 52619,2       | Cliff BoleTerry Windell | Brannon Braga a Joe Menosky                                                               | 17. února 1999     | 29. října 1999     |
| 111          | 17        | The Disease              | Choroba             | neznámé       | David Livingston        | námět: Kenneth Biller scénář: Michael Taylor                                              | 24. února 1999     | 5. listopadu 1999  |
| 112          | 18        | Course: Oblivion         | Směr: zapomnění     | 52586,3       | Anson Williams          | námět: Bryan Fuller scénář: Bryan Fuller a Nick Sagan                                     | 3. března 1999     | 12. listopadu 1999 |
| 113          | 19        | The Fight                | Zápas               | neznámé       | Winrich Kolbe           | námět: Michael Taylor scénář: Joe Menosky                                                 | 24. března 1999    | 19. listopadu 1999 |
| 114          | 20        | Think Tank               | Kroužek expertů     | neznámé       | Terrence O'Hara         | námět: Rick Berman a Brannon Braga scénář: Michael Taylor                                 | 31. března 1999    | 26. listopadu 1999 |
| 115          | 21        | Juggernaut               | Moloch              | neznámé       | Allan Kroeker           | námět: Bryan Fuller scénář: Bryan Fuller, Nick Sagan a Kenneth Biller                     | 26. dubna 1999     | 3. prosince 1999   |
| 116          | 22        | Someone To Watch Over Me | Ten, kdo mě hlídá   | 52647         | Robert Duncan McNeill   | námět: Brannon Braga scénář: Michael Taylor                                               | 28. dubna 1999     | 10. prosince 1999  |
| 117          | 23        | 11:59                    | Minuta před půlnocí | neznámé       | David Livingston        | námět: Brannon Braga a Joe Menosky scénář: Joe Menosky                                    | 5. května 1999     | 17. prosince 1999  |
| 118          | 24        | Relativity               | Relativita          | 52861,274     | Allan Eastman           | námět: Nick Sagan scénář: Bryan Fuller, Nick Sagan a Michael Taylor                       | 12. května 1999    | 7. ledna 2000      |
| 119          | 25        | Warhead                  | Bomba               | neznámé       | John Kretchmer          | námět: Brannon Braga scénář: Michael Taylor a Kenneth Biller                              | 19. května 1999    | 14. ledna 2000     |
| 120          | 26        | Equinox (Part I)         | Equinox (1. část)   | neznámé       | David Livingston        | námět: Rick Berman, Brannon Braga a Joe Menosky scénář: Brannon Braga a Joe Menosky       | 26. května 1999    | 2. února 2001      |

### Šestá řada (1999–2000)
| Č. v seriálu | Č. v řadě | Původní název               | Český název                    | Hvězdné datum | Režie              | Scénář | Premiéra v USA     | Premiéra v ČR     |
| ------------ | --------- | --------------------------- | ------------------------------ | ------------- | ------------------ | --- | ------------------ | ----------------- |
| 121          | 1         | Equinox (Part II)           | Equinox (2. část)              | neznámé       | David Livingston   | námět: Rick Berman, Brannon Braga a Joe Menosky scénář: Brannon Braga a Joe Menosky                        | 22. září 1999      | 9. února 2001     |
| 122          | 2         | Survival Instinct           | Pud sebezáchovy                | 53049,2       | Terry Windell      | Ronald D. Moore                                                                                            | 29. září 1999      | 16. února 2001    |
| 123          | 3         | Barge of the Dead           | Bárka mrtvých                  | neznámé       | Mike Vejar         | námět: Ronald D. Moore a Bryan Fuller scénář: Bryan Fuller                                                 | 6. října 1999      | 23. února 2001    |
| 124          | 4         | Tinker, Tenor, Doctor, Spy  | Břídil, tenor, doktor, špeh    | neznámé       | John Bruno         | námět: Bill Vallely scénář: Joe Menosky                                                                    | 13. října 1999     | 2. března 2001    |
| 125          | 5         | Alice                       | Alice                          | neznámé       | David Livingston   | námět: Juliann deLayne scénář: Bryan Fuller a Michael Taylor                                               | 20. října 1999     | 9. března 2001    |
| 126          | 6         | Riddles                     | Hádanky                        | 53263,2       | Roxann Dawson      | námět: André Bormanis scénář: Robert J. Doherty                                                            | 3. listopadu 1999  | 23. března 2001   |
| 127          | 7         | Dragon's Teeth              | Dračí zuby                     | 53167,9       | Winrich Kolbe      | námět: Michael Taylor scénář: Michael Taylor, Brannon Braga a Joe Menosky                                  | 10. listopadu 1999 | 16. března 2001   |
| 128          | 8         | One Small Step              | Malý krok                      | 53292,7       | Robert Picardo     | námět: Mike Wollaeger a Jessica Scott scénář: Mike Wollaeger, Jessica Scott, Bryan Fuller a Michael Taylor | 17. listopadu 1999 | 30. března 2001   |
| 129          | 9         | The Voyager Conspiracy      | Spiknutí na Voyageru           | neznámé       | Terry Windell      | Joe Menosky                                                                                                | 24. listopadu 1999 | 6. dubna 2001     |
| 130          | 10        | Pathfinder                  | Projekt Pathfinder             | neznámé       | Mike Vejar         | námět: David Zabel scénář: David Zabel a Kenneth Biller                                                    | 1. prosince 1999   | 13. dubna 2001    |
| 131          | 11        | Fair Haven                  | Přístav v bouři                | neznámé       | Allan Kroeker      | Robin Burger                                                                                               | 12. ledna 2000     | 20. dubna 2001    |
| 132          | 12        | Blink of an Eye             | V jediném okamžiku             | neznámé       | Gabrielle Beaumont | námět: Michael Taylor scénář: Joe Menosky                                                                  | 19. ledna 2000     | 27. dubna 2001    |
| 133          | 13        | Virtuoso                    | Virtuoso                       | 53556,4       | Les Landau         | námět: Raf Green scénář: Raf Green a Kenneth Biller                                                        | 26. ledna 2000     | 18. května 2001   |
| 134          | 14        | Memorial                    | Památník                       | neznámé       | Allan Kroeker      | námět: Brannon Braga scénář: Robin Burger                                                                  | 2. února 2000      | 11. května 2001   |
| 135          | 15        | Tsunkatse                   | Tsunkatse                      | 53447,2       | Mike Vejar         | námět: Gannon Kenney scénář: Robert J. Doherty                                                             | 9. února 2000      | 4. května 2001    |
| 136          | 16        | Collective                  | Společenstvo                   | neznámé       | Allison Liddi      | námět: Andrew Shepard Price a Mark Gaberman scénář: Michael Taylor                                         | 16. února 2000     | 25. května 2001   |
| 137          | 17        | Spirit Folk                 | Duchové                        | neznámé       | David Livingston   | Bryan Fuller                                                                                               | 23. února 2000     | 1. června 2001    |
| 138          | 18        | Ashes to Ashes              | Prach jsi a v prach se obrátíš | 53679,4       | Terry Windell      | námět: Ronald Wilkerson scénář: Robert J. Doherty                                                          | 1. března 2000     | 8. června 2001    |
| 139          | 19        | Child's Play                | Dětská hra                     | neznámé       | Mike Vejar         | námět: Paul Brown scénář: Raf Green                                                                        | 8. března 2000     | 15. června 2001   |
| 140          | 20        | Good Shepherd               | Dobrá pastýřka                 | 53753,2       | Winrich Kolbe      | námět: Dianna Gitto scénář: Dianna Gitto a Joe Menosky                                                     | 15. března 2000    | 22. června 2001   |
| 141          | 21        | Live Fast and Prosper       | Žij rychle a blaze             | 53849,2       | LeVar Burton       | Robin Burger                                                                                               | 19. dubna 2000     | 29. června 2001   |
| 142          | 22        | The Muse                    | Múza                           | 53896         | Mike Vejar         | Joe Menosky                                                                                                | 26. dubna 2000     | 13. července 2001 |
| 143          | 23        | Fury                        | Zuřivost                       | neznámé       | John Bruno         | námět: Rick Berman a Brannon Braga scénář: Bryan Fuller a Michael Taylor                                   | 3. května 2000     | 20. července 2001 |
| 144          | 24        | Life Line                   | Záchranné lano                 | neznámé       | Terry Windell      | námět: John Bruno a Robert Picardo scénář: Robert J. Doherty, Raf Green a Brannon Braga                    | 10. května 2000    | 27. července 2001 |
| 145          | 25        | The Haunting of Deck Twelve | Strašidlo z paluby dvanáct     | neznámé       | David Livingston   | námět: Mike Sussman scénář: Mike Sussman, Kenneth Biller a Bryan Fuller                                    | 17. května 2000    | 3. srpna 2001     |
| 146          | 26        | Unimatrix Zero (Part I)     | Unimatice nula (1. část)       | neznámé       | Allan Kroeker      | námět: Mike Sussman scénář: Brannon Braga a Joe Menosky                                                    | 24. května 2000    | 10. srpna 2001    |

### Sedmá řada (2000–2001)
| Č. v seriálu | Č. v řadě | Původní název            | Český název              | Hvězdné datum | Režie                      | Scénář | Premiéra v USA     | Premiéra v ČR                |
| ------------ | --------- | ------------------------ | ------------------------ | ------------- | -------------------------- | --- | ------------------ | ---------------------------- |
| 147          | 1         | Unimatrix Zero (Part II) | Unimatice nula (2. část) | 54014,4       | Mike Vejar                 | námět: Mike Sussman, Brannon Braga a Joe Menosky scénář: Brannon Braga a Joe Menosky                                                 | 4. října 2000      | 17. srpna 2001               |
| 148          | 2         | Imperfection             | Nedokonalost             | 54129,4       | David Livingston           | námět: André Bormanis scénář: Carleton Eastlake a Robert J. Doherty                                                                  | 11. října 2000     | 24. srpna 2001               |
| 149          | 3         | Drive                    | Mezihvězdná rallye       | 54058,6       | Winrich Kolbe              | Michael Taylor | 18. října 2000     | 31. srpna 2001               |
| 150          | 4         | Repression               | Ovládnutí mysli          | 54090,4       | Winrich Kolbe              | námět: Kenneth Biller scénář: Mark Haskell Smith                                                                                     | 25. října 2000     | 7. září 2001                 |
| 151          | 5         | Critical Care            | Přednostní péče          | neznámé       | Terry Windell              | námět: Kenneth Biller a Robert J. Doherty scénář: James Kahn                                                                         | 1. listopadu 2000  | 14. září 2001                |
| 152          | 6         | Inside Man               | Agent                    | 54208,3       | Allan Kroeker              | Robert J. Doherty | 8. listopadu 2000  | 21. září 2001                |
| 153          | 7         | Body and Soul            | Tělo a duše              | 54238,3       | Robert Duncan McNeill      | námět: Michael Taylor scénář: Eric Morris, Phyllis Strong a Mike Sussman                                                             | 15. listopadu 2000 | 5. října 2001                |
| 154          | 8         | Nightingale              | Nightingale              | 54274,7       | LeVar Burton               | námět: Robert Lederman a Dave Long scénář: André Bormanis                                                                            | 22. listopadu 2000 | 12. října 2001               |
| 155–156      | 910       | Flesh and Blood          | Vlastní krev             | 54337,5       | Mike VejarDavid Livingston | námět: Jack Monaco, Bryan Fuller a Raf Green scénář: Bryan Fuller námět: Bryan Fuller a Raf Green scénář: Raf Green a Kenneth Biller | 29. listopadu 2000 | 19. října 200126. října 2001 |
| 157          | 11        | Shattered                | Roztříštěný v čase       | neznámé       | Terry Windell              | námět: Mike Sussman a Michael Taylor scénář: Michael Taylor                                                                          | 17. ledna 2001     | 2. listopadu 2001            |
| 158          | 12        | Lineage                  | Rodokmen                 | 54452,6       | Peter Lauritson            | James Kahn | 24. ledna 2001     | 9. listopadu 2001            |
| 159          | 13        | Repentance               | Lítost                   | neznámé       | Mike Vejar                 | námět: Mike Sussman a Robert J. Doherty scénář: Robert J. Doherty                                                                    | 31. ledna 2001     | 16. listopadu 2001           |
| 160          | 14        | Prophecy                 | Proroctví                | 54518,2       | Terry Windell              | námět: Larry Nemecek, J. Kelley Burke, Raf Green a Kenneth Biller scénář: Mike Sussman a Phyllis Strong                              | 7. února 2001      | 23. listopadu 2001           |
| 161          | 15        | The Void                 | Prázdnota                | 54553,4       | Mike Vejar                 | námět: Raf Green a Kenneth Biller scénář: Raf Green a James Kahn                                                                     | 14. února 2001     | 30. listopadu 2001           |
| 162          | 16        | Workforce (Part I)       | Pracovní síly (1. část)  | 54584,3       | Allan Kroeker              | Kenneth Biller a Bryan Fuller | 21. února 2001     | 7. prosince 2001             |
| 163          | 17        | Workforce (Part II)      | Pracovní síly (2. část)  | 54622,4       | Roxann Dawson              | námět: Kenneth Biller a Bryan Fuller scénář: Kenneth Biller a Michael Taylor                                                         | 28. února 2001     | 14. prosince 2001            |
| 164          | 18        | Human Error              | Lidská chyba             | neznámé       | Allan Kroeker              | námět: André Bormanis a Kenneth Biller scénář: Brannon Braga a André Bormanis                                                        | 7. března 2001     | 21. prosince 2001            |
| 165          | 19        | Q2                       | Q junior                 | 54704,5       | LeVar Burton               | námět: Kenneth Biller scénář: Robert J. Doherty                                                                                      | 11. dubna 2001     | 28. prosince 2001            |
| 166          | 20        | Author, Author           | Autor, autor             | 54732,3       | David Livingston           | námět: Brannon Braga scénář: Phyllis Strong a Mike Sussman                                                                           | 18. dubna 2001     | 4. ledna 2002                |
| 167          | 21        | Friendship One           | Friendship jedna         | 54775,4       | Mike Vejar                 | Michael Taylor a Bryan Fuller | 25. dubna 2001     | 11. ledna 2002               |
| 168          | 22        | Natural Law              | Zákon přírody            | 54827,7       | Terry Windell              | námět: Kenneth Biller a James Kahn scénář: James Kahn                                                                                | 2. května 2001     | 18. ledna 2002               |
| 169          | 23        | Homestead                | Nový domov               | 54868,6       | LeVar Burton               | Raf Green | 9. května 2001     | 25. ledna 2002               |
| 170          | 24        | Renaissance Man          | Renesanční člověk        | 54890,7       | Mike Vejar                 | námět: Andrew Shepard Price a Mark Gaberman scénář: Phyllis Strong a Mike Sussman                                                    | 16. května 2001    | 1. února 2002                |
| 171–172      | 2526      | Endgame                  | Dohra                    | 54973,4       | Allan Kroeker              | námět: Rick Berman, Kenneth Biller a Brannon Braga scénář: Kenneth Biller a Robert J. Doherty                                        | 23. května 2001    | 8. února 200215. února 2002  |